# Elecciones internas de Uruguay de 2009
Las elecciones internas de Uruguay de 2009 fueron una instancia electoral llevada a cabo el domingo 28 de junio de ese año, en la que los uruguayos fueron convocados a las urnas con la finalidad de elegir en los respectivos partidos políticos de su preferencia, el candidato único a la presidencia de cara a las elecciones presidenciales de octubre de 2009. Habitualmente se las conoce como «Elecciones internas», sin embargo, de hecho son al mismo tiempo elecciones primarias e internas, ya que además de elegir a los candidatos únicos para disputar la presidencia, los electores también definen la conformación del «Órgano Deliberativo Nacional» y de diecinueve «Órganos Deliberativos Departamentales» (uno por cada departamento). El primero, tiene la potestad de establecer el candidato a presidente (si ningún precandidato logra las mayorías necesarias) y a vicepresidente, completando de esta forma la fórmula presidencial que los partidos políticos presentarán a sus electores en las elecciones nacionales. Por su parte, los ODD tienen un papel relevante a la hora de definir la o las candidaturas a intendente de los distintos partidos de cara a las elecciones municipales de 2010.
Esta instancia electoral fue creada a partir de la reforma constitucional de 1997 y, si bien sus características generales permanecen inalteradas respecto a las dos instancias anteriores en que se realizó (internas de 1999 e internas de 2004), presentó algunas características particulares que la diferenciaron de los comicios precedentes. Entre estas últimas se encuentran el elevado abstencionismo registrado, la gran cantidad de hojas de votación distintas que presentaron los partidos políticos y la cuotificación de género.
Se presentaron un total de 17 precandidatos por 8 partidos. Sólo hubo competencia significativa entre los tres partidos más importantes: resultaron ganadores José Mujica en el Frente Amplio, Luis Alberto Lacalle en el Partido Nacional y Pedro Bordaberry en el Partido Colorado. Los otros 5 partidos sólo participaron en esta instancia a los efectos de cumplir con lo preceptuado en la Constitución de la República; quedaron habilitados para participar en octubre el Partido Independiente y Asamblea Popular.
Los diversos caudillos políticos locales pudieron medir su poder de convocatoria, perfilándose múltiples reordenamientos al interior de los partidos: en el Frente Amplio, el MPP confirmó su favoritismo, con otros sectores cayendo en votación; en el Partido Nacional, Unidad Nacional desplazó de la mayoría a Alianza Nacional; y en el Partido Colorado, arrasó la novel agrupación Vamos Uruguay, desplazando a los históricamente fuertes Foro Batllista y Lista 15.
La presentación de hojas de votación fue superior a la de anteriores elecciones internas, totalizando 2.803 en todo el país. En esta elección interna comenzó a regir la obligatoriedad de la cuota mínima femenina, es decir, por cada dos candidatos hombres, debe haber como mínimo una mujer.
La Corte Electoral suministró los resultados finales de la votación. Posteriormente, el Órgano Deliberativo Nacional de cada partido definió su candidato a vicepresidente. Por lo tanto, quedaron conformadas las fórmulas presidenciales para los comicios de octubre:
- José Mujica - Danilo Astori por el Frente Amplio
- Luis Alberto Lacalle - Jorge Larrañaga por el Partido Nacional
- Pedro Bordaberry - Hugo de León por el Partido Colorado
- Pablo Mieres - Iván Posada por el Partido Independiente
- Raúl Rodríguez - Delia Villalba por el partido Asamblea Popular

Se trató de una jornada cívica tranquila y ordenada, con un índice de abstención mayor al esperado por los encuestadores. En particular, sorprendió a muchos el hecho de que el Partido Nacional votase mejor que el Frente Amplio.

## Características generales

### Elección del candidato
Estas elecciones, surgidas a partir de la reforma constitucional de 1997, tienen la finalidad de que los ciudadanos elijan a la persona que oficiará de candidato único del partido de su preferencia en las elecciones presidenciales de octubre de 2009. En caso de que el precandidato respectivo alcance los apoyos necesarios (mayoría absoluta de los votos o 40% de éstos con una distancia mínima del 10% con el segundo lugar) es electo candidato a las elecciones nacionales. En caso de que esto no suceda, la definición del mismo deberá ser resuelta por un organismo llamado “Órgano Deliberativo Nacional”.

### Integración de los Órganos Deliberativos
Otra de las finalidades de estas elecciones es definir las respectivas integraciones del "Órgano Deliberativo Nacional" (comúnmente llamado "Convención nacional"), y de los "Órganos Deliberativos Departamentales" (comúnmente llamados "Convenciones departamentales"). El "Órgano Deliberativo Nacional" tiene la potestad de resolver quién será el candidato a presidente de cada partido si el mismo no alcanzó los mínimos requeridos para ser directamente proclamado, así como de completar la fórmula presidencial de los respectivos partidos políticos con la elección del candidato a vicepresidente. Cada "Órgano Deliberativo Departamental debe elegir los candidatos a Intendente que disputarán las elecciones municipales del 2010. A diferencia de lo que sucede con el candidato a presidente, estos órganos podrán elegir hasta tres candidatos a Intendente.
Es obligatorio presentar el día de la votación la hoja en la cual se encuentra descrito el Órgano Deliberativo Nacional, pero no lo es en lo que respecta a la hoja donde se encuentra descrito el Órgano Deliberativo Departamental.

### Participación
A diferencia de las presidenciales y las departamentales en Uruguay, estas elecciones no son obligatorias, por lo que la participación histórica ronda en el 50% de los habilitados para votar. No obstante, debido a la cercanía temporal con las elecciones presidenciales, los resultados de las internas juegan como un elemento más en la campaña electoral hacia octubre, y es habitual que los distintos precandidatos no solo convoquen a adherir a su candidatura, sino a que la votación general de su partido sea la mayor posible. Asimismo, hay estudios de opinión que asignan porcentajes mayores a algunos candidatos si la votación de su partido es alta, por lo que para ellos, esta instancia tiene una importancia extra.
En esta ocasión, la participación ciudadana fue muy inferior al 50%; y el opositor Partido Nacional obtuvo el primer lugar. Si bien esto no es un indicador premonitorio de victoria en las elecciones nacionales de octubre, el efecto psicológico es notable, tanto en la dirigencia partidaria, como en el electorado. La noche de la elección interna, las imágenes televisivas mostraban, por un lado, a un Partido Nacional exultante de júbilo, con sus dos dirigentes más destacados abrazándose públicamente en un gesto de unidad; y, por el otro, a un Frente Amplio con dirigentes cansados, enojados y preocupados, destacándose además la ausencia del precandidato derrotado Danilo Astori.[cita requerida]

### Escrutinios independientes
Una característica destacable es que, aunque las internas se llevan a cabo en un solo acto eleccionario, cada partido elige su candidato en una elección independiente, realizándose un escrutinio por cada partido que se presente.

### Requisitos para los partidos
Para que un partido político sea habilitado a esta instancia debe haber cumplido ciertos requisitos entre los que se cuentan la realización de una Asamblea Constitutiva, la creación de estatutos, una Carta Orgánica que especifique cómo será su organización y funcionamiento, una Declaración de Principios y la existencia de un órgano ejecutivo provisorio que regirá hasta que se realicen estas elecciones. Asimismo, luego de que estos requisitos sean certificados por la Corte Electoral, el partido deberá tener un apoyo superior a los quinientos votos en las internas para poder presentarse en las elecciones nacionales de octubre.

## Características particulares

### El papel de las encuestadoras
No es la primera vez que las empresas encuestadoras reciben críticas durante la campaña acusadas de «flechar la cancha»; sin embargo, al interior de cada partido se confirmaron ampliamente las expectativas y los pronósticos que arrojaban sistemáticamente las encuestas de los cinco meses anteriores al acto comicial: victoria muy clara de Pedro Bordaberry en el Partido Colorado, y victoria más competitiva de Mujica y Lacalle en sus respectivos partidos.
Lo que nadie preveía, era que el Partido Nacional superase claramente en votación al Frente Amplio. Esto, por su parte, tuvo un efecto inmediato en las encuestas de opinión inmediatamente posteriores a las elecciones internas, que arrojaron una intención de voto de 38% para el Partido Nacional y de 45% para el Frente Amplio. Todo esto equivalió a un tembladeral a nivel del ánimo de los políticos oficialistas, que temieron perder las elecciones de octubre.

### Cuotificación de género en las listas
El 24 de marzo de 2009 se aprobó la «Ley de personas de ambos sexos», por la cual se cuotifica la participación femenina en los órganos electivos nacionales y departamentales y de dirección de los partidos políticos. Por tanto, estas elecciones serán las primeras en las que, cada tres candidatos que integran una lista, deben existir en forma intercalada personas de ambos sexos. Esto se hará aplicable también a las elecciones nacionales, a partir de las elecciones del 2014.
Luego de la aprobación parlamentaria, la ley pasó a la Corte Electoral para su reglamentación, la cual generó polémica entre las legisladoras integrantes de la Bancada Bicameral Femenina (integrada por diputadas y senadoras de todos los partidos) y los miembros de la Corte, a quienes acusaron de definir “criterios discriminatorios en su reglamentación, totalmente reñidos con el espíritu con el que los legisladores redactaron la norma”. Dicha reglamentación especifica que la obligatoriedad de la norma establece que haya hombres y mujeres intercalados, pero no exige que dicha alternancia sea entre los titulares, lo que permite que en la construcción de las listas queden todas en el lugar de los suplentes, lo cual, afirman las legisladoras, va en contra de la intención original de la ley. Para modificar esto último, la Bancada Bicameral presentó una nueva reglamentación, que exige que exista participación femenina tanto en los lugares destinados a los suplentes como a los titulares.

### Hojas de votación
Una particularidad de estas elecciones internas, fue el alto número de hojas de votación registradas ante la Corte Electoral el cual se eleva a la cifra récord de 2.803 hojas validadas; las mismas se reparten de la siguiente forma:
| Hojas de votación registradas    |          |
| Partido                          | Cantidad |
| Partido Nacional                 | 1.316    |
| Partido Colorado                 | 755      |
| Frente Amplio                    | 572      |
| Partido Independiente            | 67       |
| Asamblea Popular                 | 59       |
| Partido de los Trabajadores      | 16       |
| Partido COMUNA                   | 11       |
| Partido Cuatro Puntos Cardinales | 8        |
| Total                            | 2.803    |

### Resultado del escrutinio final (Candidaturas Nacionales - O.D.N.)
| Resultado escrutinio final                       |                |            |
| Partido                                          | Cantidad votos | Porcentaje |
| Partido Nacional                                 | 491.862        | 45,97%     |
| Frente Amplio                                    | 441.043        | 41,22%     |
| Partido Colorado                                 | 128.523        | 12,01%     |
| Asamblea Popular                                 | 4.173          | 0,39%      |
| Partido Independiente                            | 3.417          | 0,32%      |
| Partido de los Trabajadores                      | 366            | 0,03%      |
| Partido Cuatro Puntos Cardinales                 | 282            | 0,02%      |
| Partido COMUNA                                   | 266            | 0,02%      |
| Total votos emitidos                             | 1.069.980      | 100,00%    |
| Votos en blanco parciales (solo papeleta O.D.D.) | 76.246         |            |
| Votos en blanco                                  | 5.753          |            |
| Votos anulados                                   | 5.863          |            |
| Total votos emitidos                             | 1.157.842      | 100,00%    |
| Habilitados para votar                           | 2.584.220      | 44,80%     |

## Partidos habilitados
La Corte Electoral de Uruguay aprobó la presentación a esta instancia del Frente Amplio, Partido Nacional, Partido Colorado, Partido Independiente, Asamblea Popular, Cuatro Puntos Cardinales, Partido de los Trabajadores y Partido Comisiones Unitarias Antiimperialistas. Otros partidos, como el Partido Federal y el Partido GAC Alternativa de Cambio, no fueron habilitados. Por su parte, los partidos Intransigente, Unión Cívica, Liberal y Humanista, que participaron de las elecciones de 2004, no se presentaron como tales.

### Frente Amplio

Bandera del Frente Amplio.

El Frente Amplio es un partido político fundado el 5 de febrero de 1971 fruto de la coalición de varios partidos de izquierda como el socialista, el comunista y el demócrata cristiano y sectores provenientes de los partidos tradicionales Blanco y Colorado. También se sumaron ciudadanos sin identificación partidaria como el general Líber Seregni, quien fue su primer candidato a la presidencia y es considerado su líder histórico.
Luego del golpe de Estado de 1973, fue proscrito junto al resto de los partidos políticos de Uruguay, y varios de sus líderes fueron encarcelados, como Líber Seregni, Víctor Licandro y Enrique Erro o incluso asesinados, como Zelmar Michelini. A partir del final de la dictadura, este partido político contó con un creciente apoyo electoral, obteniendo primero la Intendencia del departamento de Montevideo en 1989 (que concentra más de un tercio de la población del país), y mejorando continuamente su participación parlamentaria hasta obtener la presidencia de la República en el año 2004 con Tabaré Vázquez.

#### Desarrollo y resultados
Poseedor de un carisma que le permitió ampliar la base de votación de la izquierda, así como lograr la victoria del Frente Amplio en varias intendencias del interior del país en las elecciones municipales, y mantener unido al Frente Amplio en situaciones de crisis, Tabaré Vázquez mantuvo, desde el principio de su gestión presidencial, índices de popularidad a nivel nacional en el entorno del 55%, y guarismos de aprobación dentro de su fuerza política cercanos al 75%. Como ningún otro político del Frente Amplio concitaba tanta adhesión, y como forma de que la izquierda capitalizara políticamente la buena imagen de Vázquez, durante el 2007 y 2008 se habló de una posible reforma constitucional con el fin de posibilitar la reelección presidencial, para lo cual varios ciudadanos lanzaron un movimiento por la reelección. Si bien el presidente Tabaré Vázquez descartó varias veces que fuera a embarcarse en esa tarea, el movimiento reeleccionista continuó recolectando firmas y logrando el apoyo de varios Ministros del Gobierno. El 3 de marzo de 2009 el «Movimiento Reeleccionist'» dio por concluida su tarea entregando cerca de 105.000 firmas recolectadas (menos de la mitad para habilitar un plebiscito) al Presidente del Frente Amplio, Jorge Brovetto, y lamentaron no haber logrado «conmover al FA».
Paralelamente a la recolección de firmas, comenzaron a tomar fuerza como precandidatos las figuras de José Mujica y Danilo Astori, quienes fueron los dos ministros de mayor visibilidad de la administración Vázquez. Debido a que ninguno de los dos por separado concitaba el apoyo de toda la fuerza política, hubo repetidos intentos de lograr una «fórmula de consenso» que los incluyera a ambos, aunque en última instancia ésta no se logró debido a la negativa primero de Astori, y luego de Mujica, a ocupar un posible segundo lugar en dicha fórmula presidencial.
Por consiguiente, el Frente Amplio se abocó desde fines de 2008 a un proceso de definición de precandidaturas, en el cual cada político propuesto midió sus fuerzas en los órganos de decisión de esa fuerza política. El 6 de diciembre de 2008, el Plenario Nacional del Frente Amplio propuso a Danilo Astori, José Mujica, Daniel Martínez, Marcos Carámbula y Enrique Rubio para que fueran considerados por el Congreso de esa fuerza política como posibles precandidatos. Dicho Congreso, llevado a cabo los días 13 y 14 de diciembre de 2008, además de resolver el programa de gobierno de cara a un nuevo período, proclamó a José Mujica como el candidato oficial del Frente Amplio, aunque habilitó a los otros cuatro candidatos a presentarse a las elecciones internas del año 2009 en igualdad de condiciones. El 23 de enero de 2009 Enrique Rubio desistió de su candidatura en una carta entregada al presidente del Frente Amplio Jorge Brovetto. El 3 de febrero del mismo año, Daniel Martínez, al igual que Rubio, hizo pública su decisión de bajarse de la candidatura y expresó que su voto en las internas sería para el candidato que apoyase el PS.

#### Precandidatos
- José Mujica, senador y exministro de Ganadería, un líder político con mucho carisma y predicamento entre la gente; muchos vieron en él a un político de fuste, capaz de postularse a la Presidencia; y también hubo quienes lo propusieron como compañero de Astori en una eventual fórmula de consenso. Su precandidatura fue apoyada por el MPP, la CAP-L, el Partido Comunista, Compromiso Frenteamplista, el Partido por la Victoria del Pueblo, entre otros.[38] El 24 de mayo de 2009 presentó la renuncia al sector político que integraba (MPP),[39] a través de una carta que entre sus líneas planteaba que a partir de ese momento «dejaba de estar obligado a la disciplina del grupo y a sus órganos de dirección».[40] La Dirección del MPP aceptó la misma considerando que Mujica debía «encarar su responsabilidad como candidato de todos los frenteamplistas».[41] Recibió el apoyo de su sector, Movimiento de Participación Popular (MPP), Corriente de Acción, pensamiento y Libertad (CAP-L), Partido Comunista del Uruguay (lista 1001), Compromiso Frenteamplista (lista 711), Liga Federal Frenteamplista (lista 1813), Partido Socialista de los Trabajadores (lista 1968), Corriente de Izquierda (lista 5271, Proyecto Nacional de Izquierda (lista 709) y Corriente de Unidad Frenteamplista (lista 931001)
- Danilo Astori, senador, cuya gestión en el Ministerio de Economía y Finanzas le permitió ubicarse entre los políticos de mayor popularidad del país y proyectarse para disputar las elecciones internas.[42] A esto debió sumarse el apoyo del presidente Vázquez, quien en varias oportunidades se manifestó a favor de una fórmula presidencial que tuviera a Astori a la cabeza, por lo que este último ha sido referido frecuentemente como el delfín presidencial. Sin embargo, algunos de sus posicionamientos políticos pasados, como su opinión sobre el rol del Estado, la inversión externa y algunas de sus propuestas ante la crisis financiera del 2002,[42] sumado a parte de su actuación al frente del Ministerio —especialmente en lo concerniente a la búsqueda de un tratado de libre comercio con Estados Unidos—,[43] produjo que se lo señalara como defensor de posturas políticas alejadas del discurso histórico del Frente Amplio y le generó resistencias desde una parte de la izquierda. Además de su sector, Asamblea Uruguay, Astori obtuvo el apoyo del Nuevo Espacio, la mayoría de la Alianza Progresista,,[38][44] el Partido Socialista.,[45] el sector Banderas de Líber y el Movimiento de Integración Alternativo.
- Marcos Carámbula, el médico Intendente de Canelones, en su calidad de independiente y debido a los altos índices de apoyo a su gestión municipal (en el entorno del 60%),[46] fue mencionado varias veces como postulante. En enero de 2009, junto a Daniel Martínez y Eduardo Rubio comenzó los contactos políticos con la finalidad de generar un llamado Tercer Polo que ofreciera a los electores frenteamplistas otra opción además de Astori o Mujica. En los primeros meses de 2009, Rubio retiró su candidatura,[34] y posteriormente Martínez,[37] no obstante lo cual, este «Tercer Polo» con apoyo de vertientistas y socialistas no pudo concretarse debido a la opción de estos últimos de apoyar a Danilo Astori. Al margen de esto, Carámbula ratificó formalmente su decisión de ser precandidato el 9 de febrero de 2009.[47][48] Su presentación a estos comicios fue respaldada por la Vertiente Artiguista,[49] la Corriente Popular de Carlos Pita,[50] el Movimiento Canario, el Partido Obrero Revolucionario,[51] "Crecer desde el pie": lista 411, lista 9393  y una fracción de Alianza Progresista liderada por Víctor Rossi llamada «Movimiento con Marcos».[52]

#### Encuestas de opinión
| Encuestas de opinión            |                                                       | |
| Fuente                          | Fecha                                                 | Resultados |
| Cifra González Raga & Asociados | Entre el 19 y 22 de junio de 2009                     | José Mujica 59%, Danilo Astori 31%, Marcos Carámbula 10%                                                                                      |
| Equipos Mori                    | Entre el 16 y 21 de junio de 2009                     | José Mujica 56%, Danilo Astori 35%, Marcos Carámbula 8%, no sabe o no contesta 1%                                                             |
| Grupo Radar                     | Entre el 13 y 22 de junio de 2009                     | José Mujica 51%, Danilo Astori 30, Marcos Carámbula 7%, no sabe o no contesta 12%                                                             |
| Factum                          | Junio de 2009                                         | José Mujica entre 49 y 51%, Danilo Astori entre 37 y 39%, Marcos Carámbula entre 9 y 10%, indefinidos entre 1 y 3%                            |
| Cifra González Raga & Asociados | Entre el 5 y 8 de junio de 2009                       | José Mujica 59%, Danilo Astori 31%, Marcos Carámbula 7%, no sabe o no contesta 3%                                                             |
| Interconsult                    | Entre el 30 de mayo y 7 de junio de 2009              | José Mujica 59,6%, Danilo Astori 35%, Marcos Carámbula 5%, no sabe o no contesta 0,4%                                                         |
| Equipos Mori                    | Entre el 22 y 30 de mayo de 2009                      | José Mujica 59%, Danilo Astori 32%, Marcos Carámbula 5%, no sabe o no contesta 4%                                                             |
| Grupo Radar                     | Entre el 21 y 30 de mayo de 2009                      | José Mujica 54%, Danilo Astori 27, Marcos Carámbula 8%, no sabe o no contesta 11%                                                             |
| Factum                          | Entre el 16 y 18 de mayo de 2009                      | José Mujica entre 48 y 52%, Danilo Astori entre 35 y 37%, Marcos Carámbula entre 10 y 11%, indefinidos entre 2 y 5%                           |
| Interconsult                    | Entre el 8 y 17 de mayo de 2009                       | José Mujica 58%, Danilo Astori 31%, Marcos Carámbula 8%, no sabe o no contesta 3%                                                             |
| Cifra González Raga & Asociados | Entre el 8 y 11 de mayo de 2009                       | José Mujica 57%, Danilo Astori 32%, Marcos Carámbula 8%, no sabe o no contesta 3%                                                             |
| Equipos Mori                    | Entre el 23 y 30 de abril de 2009                     | José Mujica 52%, Danilo Astori 29%, Marcos Carámbula 10%, no sabe o no contesta 8%                                                            |
| Factum                          | Entre el 18 a 26 de abril de 2009                     | José Mujica entre 46 y 49%, Danilo Astori entre 36 y 38%, Marcos Carámbula entre 12 y 13%, indefinidos entre 2 y 4%                           |
| Interconsult                    | Entre el 13 y 19 de abril de 2009                     | José Mujica 50%, Danilo Astori 39%, Marcos Carámbula 9%, no sabe o no contesta 2%                                                             |
| Cifra González Raga & Asociados | Entre el 3 y 7 de abril de 2009                       | José Mujica 57%, Danilo Astori 34%, Marcos Carámbula 6%, no sabe o no contesta 3%                                                             |
| Grupo Radar                     | Entre el 20 y 27 de marzo de 2009                     | José Mujica 50%, Danilo Astori 26%, Marcos Carámbula 8%, no sabe o no contesta 16%                                                            |
| Equipos Mori                    | Entre el 18 y el 26 de marzo de 2009                  | José Mujica 48%, Danilo Astori 38%, Marcos Carámbula 10%, no sabe o no contesta 4%                                                            |
| Interconsult                    | Entre el 12 y 16 de marzo de 2009                     | José Mujica 50%, Danilo Astori 37%, Marcos Carámbula 9%, no sabe o no contesta 4%                                                             |
| Factum                          | Entre el 7 y 15 de marzo de 2009                      | José Mujica 49%, Danilo Astori 33%, Marcos Carámbula 12%, no sabe o no contesta 6%                                                            |
| Cifra González Raga & Asociados | Entre el 28 de febrero y 4 de marzo de 2009           | José Mujica 53%, Danilo Astori 30%, Marcos Carámbula 9%, no sabe o no contesta 8%                                                             |
| Equipos Mori                    | Entre el 5 y el 21 de febrero de 2009                 | José Mujica 53%, Danilo Astori 29%, Marcos Carámbula 11%, no sabe o no contesta 7%                                                            |
| Interconsult                    | Entre el 6 y 9 de febrero de 2009                     | José Mujica 43,7%, Danilo Astori 41,0%, Marcos Carámbula 8,4%, no sabe o no contesta 6,9%                                                     |
| Factum                          | Entre el 29 y 31 de enero de 2009                     | José Mujica 47,5%, Danilo Astori 37,5%, indecisos u otros candidatos 15%.                                                                     |
| Ipsos - Mora y Araujo           | Entre el 4 y el 9 de diciembre de 2008                | José Mujica 37%, Danilo Astori 45%, Marcos Carambula 5%, Daniel Martínez 4%, Enrique Rubio 3%, Otros 2%, Ninguno 1%, no sabe o no responde 3% |
| Equipos Mori                    | Entre el 28 de noviembre y el 11 de diciembre de 2008 | José Mujica 45,8%, Danilo Astori 37,5%, otros candidatos 8,3%, no tiene preferencias definidas 8,3%.                                          |
| Grupo Radar                     | Entre el 18 de noviembre y el 14 de diciembre de 2008 | José Mujica 56%, Danilo Astori 36%, no sabe o no contesta 8%                                                                                  |
| Cifra González Raga & Asociados | Entre el 15 y 24 de noviembre de 2008                 | José Mujica 47%, Danilo Astori 33%, Tabaré Vázquez 10%, Daniel Martínez 3%, no sabe o no contesta 7%                                          |
| Grupo Radar                     | Entre el 17 de septiembre y el 8 de octubre de 2008   | José Mujica 54%, Danilo Astori 38%, anulado 1%, no sabe o no contesta 8%                                                                      |
| Cifra González Raga & Asociados | Entre el 6 y 14 de septiembre de 2008                 | José Mujica 49%, Danilo Astori 32%, Tabaré Vázquez 14%, otro o no sabe 5%                                                                     |
| Cifra González Raga & Asociados | Entre el 19 y 27 de julio de 2008                     | José Mujica 51%, Danilo Astori 35%, otros 14%                                                                                                 |
| Factum                          | Diciembre de 2007                                     | José Mujica 31%, Reinaldo Gargano / Lalo Fernández 12%, Mariano Arana / Enrique Rubio 11%, Danilo Astori 8%                                   |

### Partido Nacional

Bandera del Partido Nacional.

El origen del Partido Nacional se remonta al momento de la creación del Estado uruguayo. Su fundación tuvo lugar el 10 de agosto de 1836; su ideología estuvo siempre vinculada al pensamiento liberal en Uruguay, el cual surgió en el siglo XIX como una reacción al estatismo y al mercado intervenido, promovido principalmente desde los gobiernos de Montevideo y, en el siglo XX, como una reacción contra el proyecto reformista y benefactor que personificó el batllismo a lo largo de décadas. Con base en la oposición al centralismo, son defensores de la descentralización y el desarrollo del interior del Uruguay. Los blancos son vinculados con lo rural, lo «criollo», la ganadería y la tierra. En consecuencia, la base de su popularidad nace en los pueblos rurales, localizados en el interior del país.
Actualmente el Partido Nacional se autodefine como liberal, nacionalista, panamericanista y Humanismohumanista, destacándose referentes políticos de derecha como Luis Alberto Lacalle, y de centro como Jorge Larrañaga.

#### Desarrollo y resultados
Desde las elecciones de 2004, el Partido Nacional se ha posicionado como el principal actor de la oposición. Históricamente sus dirigentes fueron conocidos por su estilo pasional para dirimir disputas públicamente; sin embargo, esto ha cambiado en los últimos años, lo cual ha redundado en una mejor imagen pública. En una primera instancia, a las precadidaturas de Jorge Larrañaga y Luis Alberto Lacalle, debió sumarse la del Intendente de Durazno y escindido del Herrerismo, Carmelo Vidalín. Éste, al cosechar magros apoyos a nivel nacional, decidió el 22 de diciembre de 2008, volver a apoyar a Lacalle, pero esta vez desde su propio grupo político «Soplan Vientos Nuevos». En este escenario de paridad entre Larrañaga y Lacalle, el resto de las figuras políticas del Partido Nacional han volcado su apoyo a uno y otro lado. No obstante, a mediados de febrero de 2009 el ex intendente de Rocha Irineu Riet Correa, hizo público su interés de presentarse a estos comicios, liderando el Movimiento Federal Saravista, y definiéndose como el candidato más a la izquierda en el Partido Nacional.

#### Precandidatos
- Luis Alberto Lacalle: expresidente de la República; apoyado por la coalición de sectores llamada Unidad Nacional, la cual alberga entre otros al Herrerismo, Correntada Wilsonista y Concordia Nacional. Asimismo, Lacalle logró el apoyo del otrora precandidato Carmelo Vidalín y del Partido Intransigente de Víctor Lissidini.[92] Inició su campaña segundo en las encuestas, y fue remontando posiciones de manera sostenida, para resultar finalmente ungido candidato la noche del 25 de junio.
- Jorge Larrañaga: Presidente del Directorio del Partido Nacional, fue apoyado por su sector Alianza Nacional, además de la Unión Cívica[93] (cuyo apoyo en los últimos quince años como partido independiente no superó el medio punto porcentual) y del Partido del Sol Ecologista, encabezado por Homero Mieres.[94] Larrañaga salió segundo en la contienda, lo que le valió el ofrecimiento de la vicecandidatura la misma noche del 25 de junio.
- Irineu Riet Correa, ex intendente de Rocha, liderando su Movimiento Federal Saravista. El 17 de junio de 2009, pocos días antes de las elecciones, fue procesado con prisión, por el delito de abuso de funciones durante su mandato en la Intendencia de Rocha.[95][96] No obstante, su precandidatura no fue inhabilitada y pudo ser votado.[97]

#### Encuestas de opinión
| Encuestas de opinión            |                                                       | |
| Fuente                          | Fecha                                                 | Resultados                                                                                            |
| Cifra González Raga & Asociados | Entre el 19 y 22 de junio de 2009                     | Luis Alberto Lacalle 54%, Jorge Larrañaga 45%, Irineu Riet Correa 1%                                  |
| Equipos Mori                    | Entre el 16 y 21 de junio de 2009                     | Luis Alberto Lacalle 57%, Jorge Larrañaga 41%, no sabe o no contesta 2%                               |
| Grupo Radar                     | Entre el 13 y 22 de junio de 2009                     | Luis Alberto Lacalle 51%, Jorge Larrañaga 35%, no sabe o no contesta 14%                              |
| Factum                          | Junio de 2009                                         | Luis Alberto Lacalle entre 60 y 63%, Jorge Larrañaga entre 34 y 35%, indefinidos entre 2 y 6%         |
| Cifra González Raga & Asociados | Entre el 5 y 8 de junio de 2009                       | Luis Alberto Lacalle 50%, Jorge Larrañaga 43%, no sabe o no contesta 7%                               |
| Interconsult                    | Entre el 30 de mayo y 7 de junio de 2009              | Luis Alberto Lacalle 53%, Jorge Larrañaga 43%, no sabe o no contesta 4%                               |
| Equipos Mori                    | Entre el 22 y 30 de mayo de 2009                      | Luis Alberto Lacalle 58%, Jorge Larrañaga 41%, no sabe o no contesta 1%                               |
| Grupo Radar                     | Entre el 21 y 30 de mayo de 2009                      | Luis Alberto Lacalle 58%, Jorge Larrañaga 32%, no sabe o no contesta 10%                              |
| Factum                          | Entre el 16 y 18 de mayo de 2009                      | Luis Alberto Lacalle entre 49 y 56%, Jorge Larrañaga entre 41 y 44%, indefinidos entre 2 y 7%         |
| Interconsult                    | Entre el 8 y 17 de mayo de 2009                       | Luis Alberto Lacalle 53%, Jorge Larrañaga 44%, no sabe o no contesta 3%                               |
| Cifra González Raga & Asociados | Entre el 8 y 11 de mayo de 2009                       | Luis Alberto Lacalle 52%, Jorge Larrañaga 43%, otro, no sabe o no contesta 5%                         |
| Equipos Mori                    | Entre el 23 y 30 de abril de 2009                     | Luis Alberto Lacalle 55%, Jorge Larrañaga 38%, no sabe o no contesta 7%                               |
| Factum                          | Entre el 18 a 26 de abril de 2009                     | Luis Alberto Lacalle entre 48 y 52%, Jorge Larrañaga entre 44 y 47%, indefinidos entre 2 y 5%         |
| Interconsult                    | Entre el 13 y 19 de abril del 2009                    | Luis Alberto Lacalle 50%, Jorge Larrañaga 47%, otro, no sabe o no contesta 3%                         |
| Cifra González Raga & Asociados | Entre el 3 y 7 de abril de 2009                       | Luis Alberto Lacalle 50%, Jorge Larrañaga 45%, otro, no sabe o no contesta 5%                         |
| Grupo Radar                     | Entre el 20 y 27 de marzo de 2009                     | Luis Alberto Lacalle 44%, Jorge Larrañaga 39%, no sabe o no contesta 17%                              |
| Equipos Mori                    | Entre el 18 y el 26 de marzo de 2009                  | Luis Alberto Lacalle 50%, Jorge Larrañaga 44%, no sabe o no contesta 6%                               |
| Factum                          | Entre el 7 y 15 de marzo de 2009                      | Luis Alberto Lacalle 52%, Jorge Larrañaga 44%, no sabe o no contesta 4%                               |
| Cifra González Raga & Asociados | Entre el 28 de febrero y 4 de marzo de 2009           | Luis Alberto Lacalle 51%, Jorge Larrañaga 44%, no sabe o no contesta 5%                               |
| Equipos Mori                    | Entre el 5 y el 21 de febrero de 2009                 | Luis Alberto Lacalle 47%, Jorge Larrañaga 48%, no sabe o no contesta 5%                               |
| Interconsult                    | Entre el 6 y 9 de febrero de 2009                     | Luis Alberto Lacalle 47,7%, Jorge Larrañaga 49,6%, no sabe o no contesta 2,7%                         |
| Ipsos - Mora y Araujo           | Entre el 4 y el 9 de diciembre de 2008                | Luis Alberto Lacalle 48%, Jorge Larrañaga 42%, Carmelo Vidalín 2%, otros 5%, no sabe o no responde 3% |
| Equipos Mori                    | Entre el 28 de noviembre y el 11 de diciembre de 2008 | Luis Alberto Lacalle 50%, Jorge Larrañaga 44%                                                         |
| Grupo Radar                     | Entre el 18 de noviembre y 14 de diciembre de 2008    | Luis Alberto Lacalle 47%, Jorge Larrañaga 43,5%, Carmelo Vidalín 5,5%, otros o no sabe 4%             |
| Cifra González Raga & Asociados | Entre el 15 y 24 de noviembre de 2008                 | Luis Alberto Lacalle 49%, Jorge Larrañaga 45%, Carmelo Vidalín 3%, otros o no sabe 3%                 |
| Grupo Radar                     | Entre el 17 de septiembre y el 8 de octubre de 2008   | Luis Alberto Lacalle 47%, Jorge Larrañaga 41%, Carmelo Vidalín 10%, no sabe o no contesta 2%          |
| Cifra González Raga & Asociados | Entre el 6 y 14 de septiembre de 2008                 | Luis Alberto Lacalle 44%, Jorge Larrañaga 47%, Carmelo Vidalín 6%, otro o no sabe 3%                  |
| Cifra González Raga & Asociados | Entre el 19 y 27 de julio de 2008                     | Luis Alberto Lacalle 47%, Jorge Larrañaga 45%, Carmelo Vidalín 6%, otros 2%                           |
| Factum                          | Diciembre de 2007                                     | Luis Alberto Lacalle 21%, Jorge Larrañaga 51%, Carmelo Vidalín 7%, otros 21%                          |

### Partido Colorado

Bandera del Partido Colorado.

Considerado uno de los partidos tradicionales de Uruguay, el Colorado es uno de los partidos políticos más antiguos de ese país, y el que más años ha obtenido su presidencia. Su fundación, al igual que la de su histórico opositor, el Partido Nacional, se remonta a las luchas de independencia de Uruguay. La rivalidad entre ambos se expresó militarmente en una serie de enfrentamientos que tuvieron lugar en la mayor parte del siglo XIX, teniendo su punto culminante en el levantamiento de 1904 y, políticamente, en la conformación del bipartidismo que existió en Uruguay hasta fines del siglo XX.
Históricamente vinculado a los intereses de los grupos populares urbanos e industriales de la ciudad de Montevideo, el partido delineó a partir de la primera presidencia de José Batlle y Ordóñez, una corriente de pensamiento que transformó el Estado uruguayo introduciendo distintas reformas sociales, económicas y políticas. Entre éstas se encontraban una fuerte estatización, el Estado de bienestar y la democratización de la política, que culminaron en la constitución de lo que se conoce como el «Estado moderno» uruguayo.

#### Desarrollo y resultados
Históricamente el partido que más décadas estuvo en el gobierno, desde 2004 enfrenta una encrucijada sin precedentes debido a su bajísima votación en ese año (10%) y a su imperiosa necesidad de renovación para volver a ocupar lugares de relevancia en la escena política. Al momento de la elección interna, aparecía como un partido atomizado, con notoria dispersión de esfuerzos, y no lograba remontar posiciones en la opinión pública. Dentro del Partido Colorado, las preferencias para junio se volcaron hacia Pedro Bordaberry, que lideró las encuestas con alrededor del 50% de las intenciones de votos al frente de su sector Vamos Uruguay. El resto de las inclinaciones se repartieron entre otras figuras pertenecientes a históricos sectores de extracción batllista del Partido, como Luis Hierro López del Foro Batllista y José Amorín Batlle de la Lista 15. Es en función de esta raíz común que distintos políticos colorados como Jorge Batlle o Manuel Flores Silva, sugirieron la creación de un «Polo batllista», para enfrentar electoralmente Bordaberry, aunque esta no se concretó para esta instancia.
Asimismo, se manejaron otros potenciales precandidatos, como el exsenador Manuel Flores Silva y el exministro de Economía Luis Mosca, aunque finalmente no lanzaron su campaña. Por otra parte hubo figuras políticas que, si bien en su momento manejaron su postulación como precandidatos, posteriormente abandonaron la contienda. Entre estos se cuentan el escindido del Foro Batllista, Washington Abdala, y el exministro de Ganadería, Agricultura y Pesca en el gobierno de Jorge Batlle, Martín Aguirrezabala (este último, sin embargo, presentó listas apoyando a otros precandidatos, marcando su presencia en esta instancia).

#### Precandidatos
- Pedro Bordaberry: encabezando su grupo Vamos Uruguay, también recibió la adhesión de la Unión Colorada y Batllista, liderada por Alberto Iglesias. Con la buena imagen de dos gestiones ministeriales en el gobierno colorado de Jorge Batlle y el logro de haber obtenido una promisoria votación en las elecciones municipales de mayo de 2005, portaestandarte de la renovación, Bordaberry se perfiló pronto como el más probable ganador de la interna, a pesar de cargar con un apellido que no lo ayudaba para proyectarse, ya que es hijo del presidente de facto Juan María Bordaberry, autor del golpe de Estado de 1973.
- Luis Hierro López: Vicepresidente de la República durante el gobierno de Jorge Batlle, integrante de uno de los sectores históricos del Partido Colorado, el Foro Batllista, cuyo máximo referente es el dos veces presidente Julio María Sanguinetti. Dicho sector definió en julio de 2008, a propuesta del ex intendente de Rivera Tabaré Viera, que Hierro fuera su candidato,[119] lo cual, sumado a otros factores, terminaría signando el alejamiento de Washington Abdala, quien intentó su propia precandidatura por fuera del Foro Batllista, retirándose al final.[120]
- José Amorín Batlle: Exministro de Cultura, encabezó el «movimiento “Uruguay Siglo XXI”», apoyado por políticos quincistas.
- Daniel Lamas: Exdiputado por la CBI. Declarado como centro-izquierdista,[91][90] presentó formalmente su candidatura el 4 de marzo de 2009.[121]
- Pedro Etchegaray: Analista de Sistemas de 49 años, fue uno de los últimos en sumarse a la interna colorada, definiéndose como «liberal en lo político, humanista en lo cultural y socialdemócrata en lo económico».[122] Se postuló con el sublema Marcando el Rumbo, Lista 1713.[123]
- Eisenhower Cardoso Sosa: Doctor de profesión, nació en Rocha en 1944. Presentó su precandidatura al igual que en las elecciones internas de 2004,[124] en las cuales había quedado ubicado en quinto lugar entre siete precandidatos colorados.[125]

#### Encuestas de opinión
| Encuestas de opinión            |                                                     | |
| Fuente                          | Fecha                                               | Resultados |
| Cifra González Raga & Asociados | Entre el 19 y 22 de junio de 2009                   | Pedro Bordaberry 67%, Luis Hierro López 18%, Amorín Batlle 14%, otros 1%                                                                                                |
| Equipos Mori                    | Entre el 16 y 21 de junio de 2009                   | Pedro Bordaberry 77%, resto 23% |
| Grupo Radar                     | Entre el 13 y 22 de junio de 2009                   | Pedro Bordaberry 72%, otros 12%, no sabe 16% |
| Factum                          | Junio de 2009                                       | Pedro Bordaberry entre 76 y 79%, Amorín Batlle 10% o menos, Luis Hierro López menos del 10%, Daniel Lamas más Pedro Etchegaray menos del 10%, indefinidos menos del 10% |
| Cifra González Raga & Asociados | Entre el 5 y 8 de junio de 2009                     | Pedro Bordaberry 72%, Luis Hierro López 11%, Amorín Batlle 9%, otro, no sabe 8%                                                                                         |
| Interconsult                    | Entre el 30 de mayo y 7 de junio de 2009            | Pedro Bordaberry 77%, Luis Hierro López 17%, otros, no sabe o no contesta 6%                                                                                            |
| Equipos Mori                    | Entre el 22 y 30 de mayo de 2009                    | Pedro Bordaberry 89%, resto 11% |
| Grupo Radar                     | Entre el 21 y 30 de mayo de 2009                    | Pedro Bordaberry 76%, Luis Hierro López 6%, Amorín Batlle 3%, otro, no sabe 15%                                                                                         |
| Factum                          | Entre el 16 y 18 de mayo de 2009                    | Pedro Bordaberry entre 73 y 79%, Luis Hierro López entre 15 y 17%, Amorín Batlle, Daniel Lamas e indefinidos menos o igual a 10%                                        |
| Interconsult                    | Entre el 8 y 17 de mayo de 2009                     | Pedro Bordaberry 75%, Luis Hierro López 18%, Amorín Batlle 4%, otro, no sabe o no contesta 8%                                                                           |
| Cifra González Raga & Asociados | Entre el 8 y 11 de mayo de 2009                     | Pedro Bordaberry 69%, Luis Hierro López 12%, Amorín Batlle 11%, otro, no sabe o no contesta 8%                                                                          |
| Equipos Mori                    | Entre el 23 y 30 de abril de 2009                   | Pedro Bordaberry 68%, Luis Hierro López 17%, Amorín Batlle 2%, no sabe o no contesta 13%                                                                                |
| Factum                          | Entre el 18 a 26 de abril de 2009                   | Pedro Bordaberry entre 67 y 71%, Luis Hierro López entre 20 y 26%, Amorín Batlle, Daniel Lamas e indefinidos menos o igual a 10%                                        |
| Interconsult                    | Entre el 13 y 19 de abril del 2009                  | Pedro Bordaberry 63%, Luis Hierro López 23%, Amorín Batlle 9%, Daniel Lamas 5%                                                                                          |
| Cifra González Raga & Asociados | Entre el 3 y 7 de abril de 2009                     | Pedro Bordaberry 62%, Luis Hierro López 21%, Amorín Batlle 12%, otro o no sabe 5%                                                                                       |
| Grupo Radar                     | Entre el 20 y 27 de marzo de 2009                   | Pedro Bordaberry 58%, Luis Hierro López 20%, Amorín Batlle 11%, otro o no sabe 11%                                                                                      |
| Equipos Mori                    | Entre el 18 y el 26 de marzo de 2009                | Pedro Bordaberry 63%, Luis Hierro López 24%, Amorín Batlle 6%, Daniel Lamas 5%, otro o no sabe 2%                                                                       |
| Factum                          | Entre el 7 y 15 de marzo de 2009                    | Pedro Bordaberry 67%, Luis Hierro López 19%, Amorín Batlle 11%, otro o no sabe 3%                                                                                       |
| Cifra González Raga & Asociados | Entre el 28 de febrero y 4 de marzo de 2009         | Pedro Bordaberry 57%, Luis Hierro López 24%, Amorín Batlle 14%, otro o no sabe 5%                                                                                       |
| Equipos Mori                    | Entre el 5 y el 21 de febrero de 2009               | Pedro Bordaberry 65%, Luis Hierro López 14%, Amorín Batlle 6%, no sabe o no contesta 15%                                                                                |
| Interconsult                    | Entre el 6 y 9 de febrero de 2009                   | Pedro Bordaberry 53,0%, Luis Hierro López 31,4%, Amorín Batlle 10,8% |
| Grupo Radar                     | Entre el 18 de noviembre y 14 de diciembre de 2008  | Pedro Bordaberry 50%, Luis Hierro López 35%, Amorín Batlle 10%, otro o no sabe 5%                                                                                       |
| Cifra González Raga & Asociados | Entre el 15 y 24 de noviembre de 2008               | Pedro Bordaberry 57,0%, Luis Hierro López 17%, Amorín Batlle 9%, otro o no sabe 17%                                                                                     |
| Grupo Radar                     | Entre el 17 de septiembre y el 8 de octubre de 2008 | Pedro Bordaberry 55%, Luis Hierro López 29%, José Amorín Batlle 6%, en blanco o anulado 2%, no sabe o no contesta 8%                                                    |
| Cifra González Raga & Asociados | Entre el 6 y 14 de septiembre de 2008               | Pedro Bordaberry 59%, Luis Hierro López 22%, José Amorín Batlle 6%, otros 6%, no sabe 7%                                                                                |
| Cifra González Raga & Asociados | Entre el 19 y 27 de julio de 2008                   | Pedro Bordaberry 67%, Luis Hierro López 10%, José Amorín Batlle 12%, otros 10%                                                                                          |
| Factum                          | Diciembre de 2007                                   | Pedro Bordaberry 42%, Luis Hierro López 8%, José Amorín Batlle 5%, Washington Abdala 8%, Tabaré Viera 8%, Jorge Batlle: 5%, otros 10%                                   |

### Partido Independiente

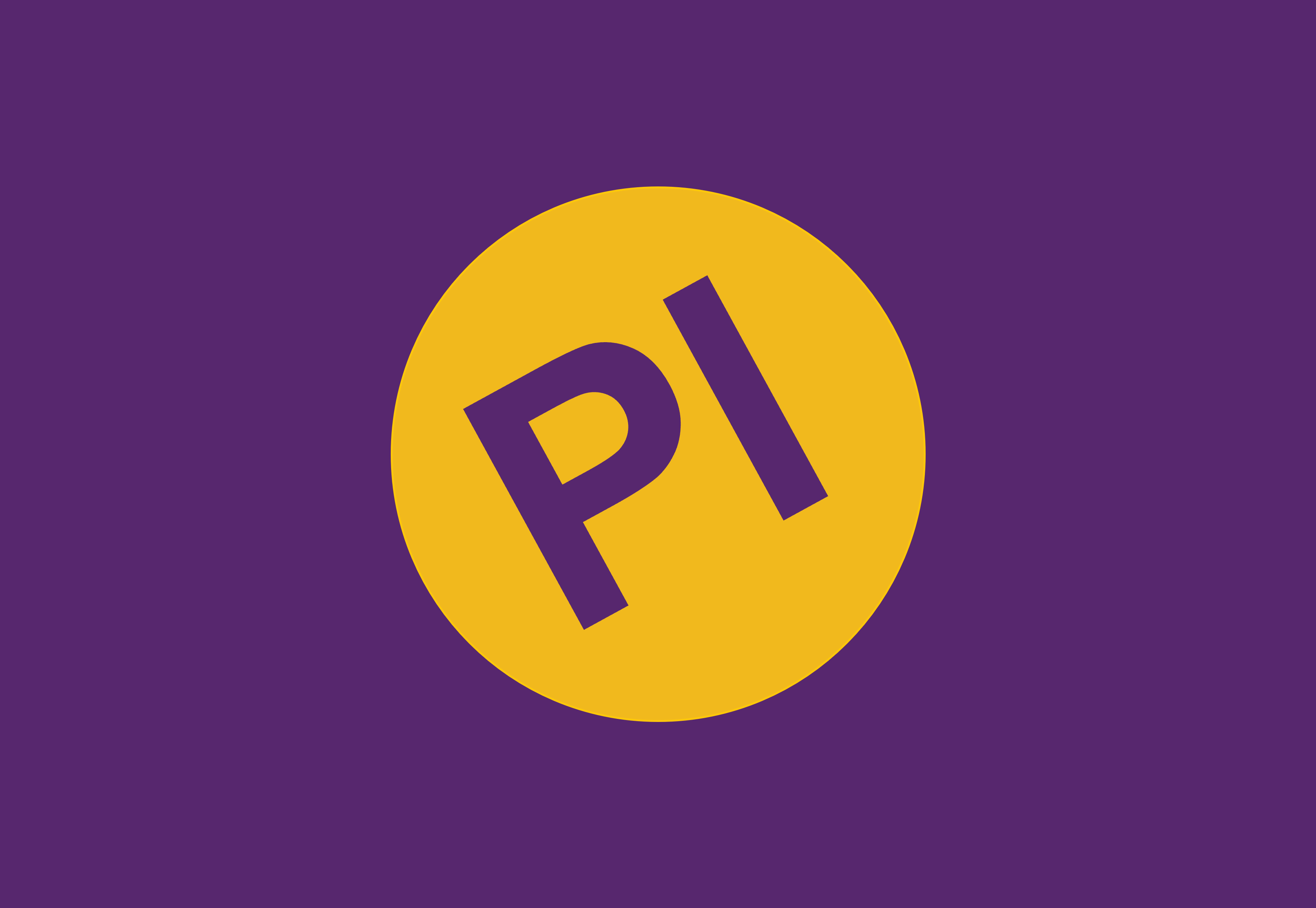
Bandera del Partido Independiente.

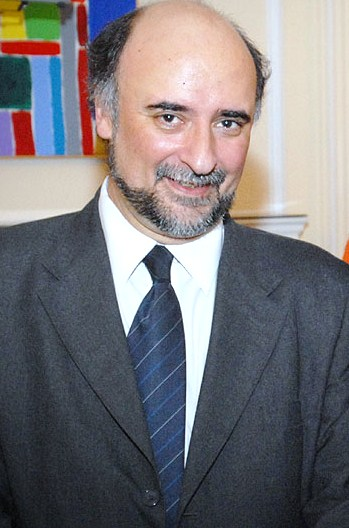
Pablo Mieres.

El Partido Independiente se creó a partir de un grupo del Nuevo Espacio que estuvo en desacuerdo con la alianza que ese partido se aprestaba a celebrar con el Frente Amplio de cara a las elecciones nacionales de 2004. La meta fue construir una alternativa a la coalición de izquierda Frente Amplio y a los partidos históricos Colorado y Nacional. Se nutrió de dos vertientes originadas en la Lista 99 y el Partido Demócrata Cristiano del Uruguay. En las elecciones nacionales del 2004 este partido obtuvo el 1.84% de los votos, obteniendo un escaño en la Cámara de Representantes, convirtiéndose de esa forma en el cuarto partido político por orden de adhesión pública.
En su seno coexisten posturas socialdemócratas, representadas por el diputado y único representante nacional Iván Posada, y socialistas cristianas, representadas por su líder Pablo Mieres. Este último ha planteado que el partido se ubica en la centro-izquierda del espectro político, aunque mayoritariamente la población uruguaya lo identifica políticamente como de centro-derecha.
El 18 de agosto de 2008 recibió la adhesión del Movimiento de los Comunes que desde hacía años votaba bajo el lema Unión Cívica, pero que no estuvo de acuerdo con el apoyo de esta última al Partido Nacional.
El Partido Independiente tiene como líder a Pablo Mieres, a quien presentó como precandidato único a estas elecciones, con la finalidad de cumplir con la formalidad requerida por la Constitución.

### Asamblea Popular

Bandera de Asamblea Popular.

El partido político de izquierda denominado Asamblea Popular surgió el 21 de abril del 2006 por iniciativa de varios grupos y personalidades de izquierda. Posteriormente se incorporó el Movimiento 26 de Marzo, recientemente escindido del Frente Amplio por diferencias sobre la conducción del gobierno, el maoísta Partido Comunista Revolucionario, el Partido Humanista, escindidos de la Corriente de Izquierda como Helios Sarthou, y otras organizaciones de izquierda.
Se presentan como una alternativa de izquierda al gobierno del Frente Amplio, al que consideran que ha virado hacia posiciones políticas de derecha, como refleja, a su modo de ver, el permiso para la instalación de la planta de producción de pasta de celulosa de la empresa Metsä-Botnia, el envío de tropas militares en el marco de las misiones de paz de la ONU a Haití y el Congo, o la continuación del relacionamiento con organismos como el BID o el FMI.
Para estas elecciones presentaron como candidato únicamente a Raúl Rodríguez Leles da Silva.

### Partido de los Trabajadores

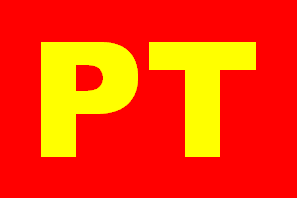

El Partido de los Trabajadores es un grupo político de orientación trotskista nacido en 1984 (con dirigentes desencantados del Frente Amplio), que ha venido concitando un escaso respaldo de la ciudadanía en las sucesivas elecciones.
A pesar de haber sido reconocido por la Corte Electoral para participar de estas elecciones, realizó contactos con Asamblea Popular con la finalidad de presentarse bajo ese lema común. Finalmente dicho acuerdo no fructificó y presentaron a Rafael Fernández como precandidato único a la presidencia de la República. No alcanzó el mínimo de 500 votos requerido para continuar a las siguientes instancias del proceso electoral.

### Comisiones Unitarias Antiimperialistas

Bandera de COMUNA.

El partido Comisiones Unitarias Antiimperialistas (COMUNA) fue formado en el año 2008 por un conglomerado de organizaciones sociales y políticas de izquierda, entre las que se encuentra el Movimiento Revolucionario Oriental (MRO), además de escindidos del Frente Amplio en desacuerdo con su actuación en el gobierno.
Se autodefine como «izquierda de intención revolucionaria», y tiene como consigna la «Liberación Nacional y el Socialismo», para lo cual pretende unificar un «espacio clasista, antiimperialista y anticapitalista». En marzo de 2009 recibió la habilitación de la Corte Electoral para participar en estas elecciones internas.
El 2 de mayo de 2009 este grupo definió que su candidato único para esta instancia sería Mario Rossi Garretano. No alcanzó el mínimo de 500 votos requerido para continuar a las siguientes instancias del proceso electoral.

### Cuatro Puntos Cardinales

Logo del Partido Cuatro Puntos Cardinales.

El partido Cuatro Puntos Cardinales firmó su Declaración de Principios el 2 de febrero de 2003 en la ciudad de Pando. No obstante, fue para estas elecciones cuando realizaron los trámites destinados a su presentación ante la Corte Electoral, la cual fue aprobada a principios del 2009. Se autodefinen como el «partido del sentido común» y en su presentación enfatizan distintos elementos como «la juventud», «la experiencia» y «la reflexión», que identifican con los puntos cardinales este, oeste y sur respectivamente, para alcanzar lo que llaman «el norte perdido». Entre sus objetivos prioritarios se encuentran la educación, la seguridad, y la justicia social, identificados con las consignas «Educar para cambiar», «Equidad verdadera» y «Una República segura» respectivamente.
Presentaron a Alejandro Sánchez, su presidente, como precandidato único para estas elecciones. No alcanzó el mínimo de 500 votos requerido para continuar a las siguientes instancias del proceso electoral.